# Catedral de Bergen
A Catedral de Bergen - em norueguês Bergen domkirke ou Bergen domkyrkje - é uma igreja luterana localizada na cidade de Bergen, na Noruega.

Esta igreja foi inaugurada em 1150, e foi declarada catedral em 1537.

Este templo medieval é dedicado a Santo Olavo da Noruega.